# Adrien Geefs
Adrien Charles (Adrien) Geefs (Schaarbeek, 10 februari 1866 – Sint-Joost-ten-Node, 16 juni 1896) was een Belgisch kunstschilder en tekenaar.

## Leven en werk
Adrien Geefs, lid van de kunstenaarsfamilie Geefs, was een zoon van medailleur Alexandre Geefs (1829-1866) en Marie Josephe Aimée Barbieaux. Zijn vader overleed toen Adrien een half jaar oud was. Zijn moeder hertrouwde in 1871 met vaders broer Charles Geefs, die Adrien adopteerde. Geefs werd opgeleid in teken- en schilderkunst aan de Koninklijke Academie voor Schone Kunsten van Brussel (1882-1889). Hij trouwde met tailleuse Léonie Emilie Henry.
Geefs schilderde en tekende bloemstillevens, landelijke taferelen, landschappen en portretten. Hij exposeerde onder meer in het Casino van Gent ter gelegenheid van het 100-jarig bestaan van de Koninlijke Maatschappij ter Aanmoediging van de Schone Kunsten (1892).
Adrien Geefs overleed op 30-jarige leeftijd.

## Enkele werken

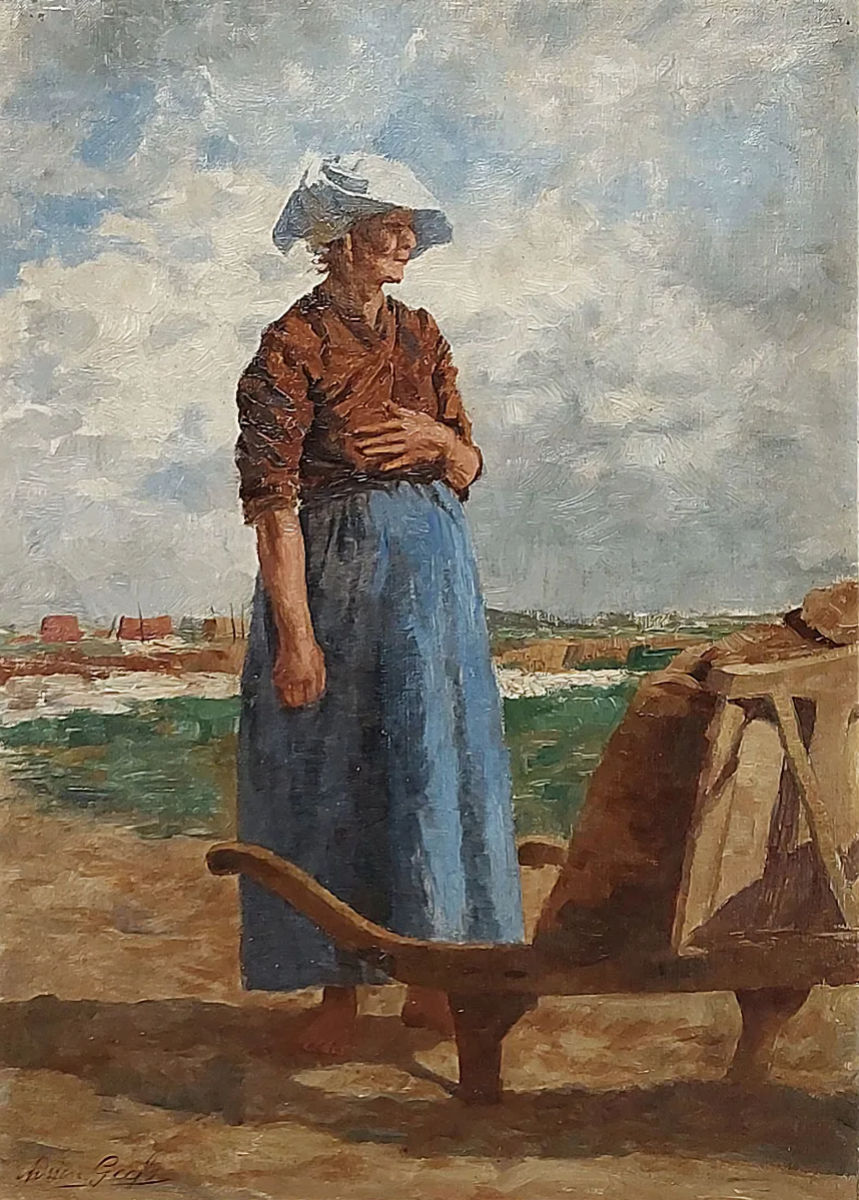
Zeeuws-Vlaamse boerin met de kruiwagen
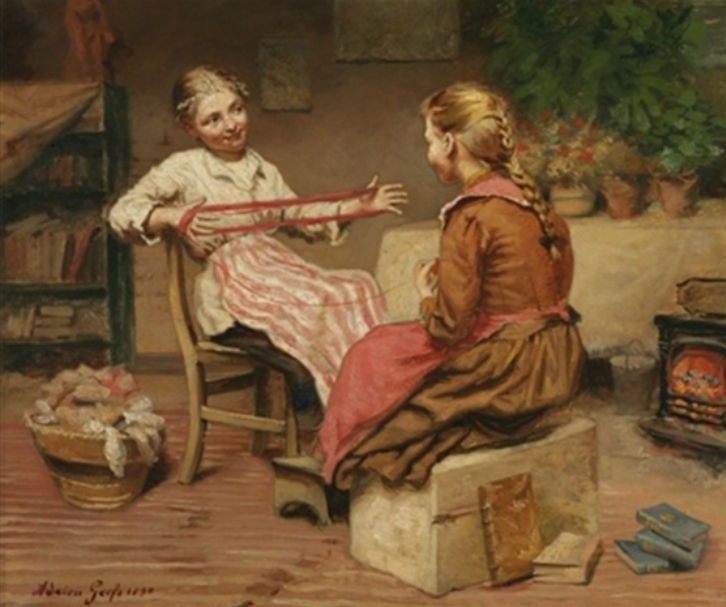
De wolhaspelaars (1890)

- RKD-Nederlands Instituut voor Kunstgeschiedenis: 453768